# Lamina (geslacht)
Lamina is een geslacht van spinnen uit de  familie van de Desidae.

## Soorten
- Lamina minor Forster, 1970
- Lamina montana Forster, 1970
- Lamina parana Forster, 1970
- Lamina ulva Forster, 1970